# 李锦纶 (外交官)

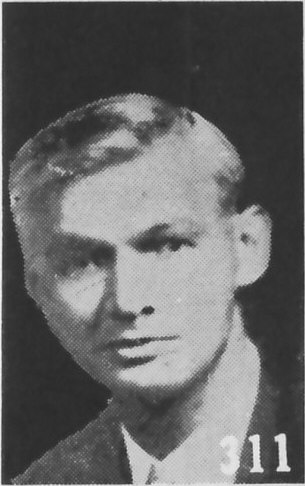
李锦纶

李锦纶（1868年—1956年2月21日），广东省台山县人。清末民国时期教育人物、中华民国外交官，任外交部次长时，曾代理部务。
出生于纽约。李锦纶的父亲李希龄为美国著名华侨侨领，母亲为德国裔美国人。李锦纶家庭富裕，自幼受洗为基督徒。十余岁时，李锦纶曾随父亲回乡，接受国文教育。毕业于纽约大学、芝加哥大学。1906年，23岁时，李绵纶再度回到中国。1908年，任培正中學監督。1910年任兩廣浸信總會勸學部（即今教育部）部長。
辛亥革命后，历任广东交涉署政务科科长、孙中山秘书、广东军政府外交部政务司司长、军政府广东交涉员兼粤海关监督等职后任教于上海沪江大学，教授政治历史。1927年，被选举为沪江大学校长。1927年出任外交部参事。翌年任国际仲裁裁判所代表，并于同年任中华民国驻墨西哥公使。1929年返国后，任外交部政务次长。1931年九一八事件后，部长王正廷因故辞职，李锦纶代理部务。1933年起再度出使，先后任中华民国驻波兰公使兼驻捷克斯洛伐克公使、中华民国驻葡萄牙公使。1943年调任外交部顾问。
晚年，李锦纶移居美国，任纽约华人浸信会牧师。1956年2月21日，因突发心脏病在纽约逝世。5月15日，蒋介石“明令褒扬、以彰往绩”。